# Księży Most (przystanek kolejowy)
Księży Most (ukr. Княжий Міст, ros. Княжий Мост) – przystanek kolejowy w miejscowości Księży Most, w rejonie jaworowskim, w obwodzie lwowskim, na Ukrainie.